# Дженнифер Джонс
Дженнифер Джонс (англ. Jennifer Jones), урождённая Филис Ли Айли (англ. Phylis Lee Isley, 2 марта 1919 — 17 декабря 2009) — американская актриса, лауреат премии «Оскар», а также первая актриса, награждённая премией «Золотой глобус».

## Биография
Родилась 2 марта 1919 года в Талсе, штат Оклахома, в католической семье с ирландскими и мексиканскими корнями. Родители, начинающие театральные актеры, совершили путешествие по Среднему Западу в собственном фургоне, и юная Дженнифер участвовала в их постановках. Закончив Эджмирскую государственную школу в Оклахома-Сити, она училась затем в женской католической школе Монте-Кассино в Талсе. В 1933 году поступила в Северо-Западный университет штата Иллинойс (Чикаго), откуда в 1937 году перевелась в Американскую академию драматического искусства в Нью-Йорке.

### Кинокарьера
Впечатляющая карьера Джонс в Голливуде началась после того, как она развелась с актёром Робертом Уокером и вступила в связь с самым влиятельным продюсером тех лет, Дэвидом О. Селзником («Кинг-Конг», «Унесённые ветром», «Ребекка»), который и решил придумать ей псевдоним.
Во многом при содействии Селзника ей был присуждён в 1944 году «Оскар» за лучшую женскую роль за работу в картине «Песня Бернадетт». На той же церемонии среди соперниц Дженнифер была её подруга Ингрид Бергман, которую номинировали за роль в фильме «По ком звонит колокол». Дженнифер извинилась перед Ингрид, которая ответила ей: «Нет, Дженнифер, твоя Бернадетта была лучше моей Марии». В следующем году Ингрид Бергман получила «Оскар» за роль в фильме «Газовый свет».
Среди самых ярких фильмов с участием Джонс — «Дуэль под солнцем» (1946) с Грегори Пеком, «Мадам Бовари» (1949) с Джеймсом Мэйсоном, «Любовь — самая великолепная вещь на свете» (1955) с Уильямом Холденом, «Прощай, оружие!» (1957) с Роком Хадсоном. После смерти Селзника в 1965 году Дженнифер Джонс вступила в брак с одним из самых богатых людей Америки, промышленником Нортоном Саймоном. После этого она практически прекратила сниматься в кино, приняв участие лишь в двух картинах — «Ангел, ангел, вниз мы идём» (1969) и «Ад в поднебесье» (1974).

### Личная жизнь
От первого брака Дженнифер родила двоих сыновей — Роберта Уокера младшего (родился 15 апреля 1940) и Майкла Уокера (родился 13 марта 1941). Они оба стали актёрами. После начала романа с Дэвидом Сэлзником Дженнифер рассталась со своим мужем Робертом в ноябре 1943 года. Развод официально был оформлен в июне 1945 года.
Свадьба с Сэлзником состоялась 13 июля 1949 года. Брак длился до смерти Дэвида 22 июня 1965 года. Единственный ребёнок Дженнифер от этого брака, Мэри Дженнифер Сэлзник, совершила самоубийство, выпрыгнув в окно с 20 этажа в 1976 году. Это побудило к возникновению у Дженнифер интереса к вопросам психического здоровья.
29 мая 1971 года Дженнифер Джонс вышла замуж за мультимиллионера Нортона Саймона, занимавшегося, помимо промышленности, коллекционированием и благотворительностью. Его сын Роберт также совершил самоубийство в 1969 году. Супруги прожили вместе до июня 1993 года, когда Нортон Саймон скончался.
Дженнифер Джонс пережила рак груди. Актриса Сюзан Страсберг, умершая от рака груди, назвала свою дочь Дженнифер Робин Джонс в честь актрисы.
Последние годы жизни Джонс провела в Южной Калифорнии рядом с сыном. Она не давала никому интервью и не появлялась на публике. Дженнифер Джонс умерла 17 декабря 2009 года в возрасте 90 лет в своём доме в Малибу.

## Фильмография
| Год  |   | Русское название                          | Оригинальное название            | Роль                      |
| ---- | - | ----------------------------------------- | -------------------------------- | ------------------------- |
| 1939 | ф | Новая граница                             | New Frontier                     | Селия Брэддок             |
| 1939 | ф | Агенты Дика Трейси                        | Dick Tracy’s G-Men               | Гвен Эндрюс               |
| 1943 | ф | Песня Бернадетт                           | The Song of Bernadette           | Бернадетта Субиру         |
| 1944 | ф | С тех пор как вы ушли                     | Since You Went Away              | Джейн Дебора Хилтон       |
| 1945 | ф | Любовные письма                           | Love Letters                     | Синглтон/Виктория Морланд |
| 1946 | ф | Клуни Браун                               | Cluny Brown                      | Клуни Браун               |
| 1946 | ф | Дуэль под солнцем                         | Duel in the Sun                  | Перл Чавес                |
| 1948 | ф | Портрет Дженни                            | Portrait of Jennie               | Дженни Эпплтон            |
| 1949 | ф | Мы были чужими                            | We Were Strangers                | Чайна Вальдес             |
| 1949 | ф | Мадам Бовари                              | Madame Bovary                    | Эмма Бовари               |
| 1949 | ф | Унесённые на землю                        | Gone to Earth                    | Хейзл Вудус               |
| 1952 | ф | Сестра Керри                              | Carrie                           | Керри Мибер               |
| 1952 | ф | Руби Джентри                              | Ruby Gentry                      | Руби Джентри              |
| 1953 | ф | Посрами дьявола                           | Beat the Devil                   | Гвендолен Челм            |
| 1953 | ф | Вокзал Термини                            | Terminal Station                 | Мэри Форбс                |
| 1954 | ф | Неверность американской жены              | Indiscretion of an American Wife | Мэри Форбс                |
| 1955 | ф | Любовь — самая великолепная вещь на свете | Love Is a Many-Splendored Thing  | Доктор Хан Сюйен          |
| 1955 | ф | Доброе утро, мисс Дав                     | Good Morning Miss Dove           | Мисс Дав                  |
| 1956 | ф | Человек в сером фланелевом костюме        | The Man in the Gray Flannel Suit | Бетси Рэт                 |
| 1957 | ф | Барретты с Уимпоул Стрит                  | The Barretts of Wimpole          | Элизабет Барретт          |
| 1957 | ф | Прощай, оружие                            | A Farewell to Arms               | Кэтрин Баркли             |
| 1962 | ф | Ночь нежна                                | Tender Is the Night              | Николь Дайвер             |
| 1965 | ф | Идол                                      | The Idol                         | Кэрол                     |
| 1969 | ф | Ангел, ангел, вниз мы идём                | Angel, Angel, Down We Go         | Астрид Стил               |
| 1974 | ф | Ад в поднебесье                           | The Towering Inferno             | Лизолетт Мюллер           |

## Премии и награды
| Год  | Награда            | Категория                          | Фильм                                     | Результат |
| ---- | ------------------ | ---------------------------------- | ----------------------------------------- | --------- |
| 1944 | Оскар              | Лучшая актриса                     | Песня Бернадетт                           | Победа    |
| 1944 | Золотой глобус     | Лучшая актриса — драма             | Песня Бернадетт                           | Победа    |
| 1945 | Оскар              | Лучшая актриса второго плана       | С тех пор как вы ушли                     | Номинация |
| 1946 | Оскар              | Лучшая актриса                     | Любовные письма                           | Номинация |
| 1947 | Оскар              | Лучшая актриса                     | Дуэль под солнцем                         | Номинация |
| 1947 | Золотое яблоко     | Самая плохо сотрудничающая актриса |                                           | Победа    |
| 1955 | Премия Photoplay   | Самая популярная звезда            |                                           | Победа    |
| 1955 | Премия NYFCC       | Лучшая актриса                     | Любовь — самая великолепная вещь на свете | 3-е место |
| 1956 | Оскар              | Лучшая актриса                     | Любовь — самая великолепная вещь на свете | Номинация |
| 1975 | Золотой глобус     | Лучшая актриса второго плана       | Ад в поднебесье                           | Номинация |
| 1975 | Давид ди Донателло | За достижения в карьере            |                                           | Победа    |
| 1997 | Премия German Film | Награда за жизненные достижения    |                                           | Победа    |